# 摇马

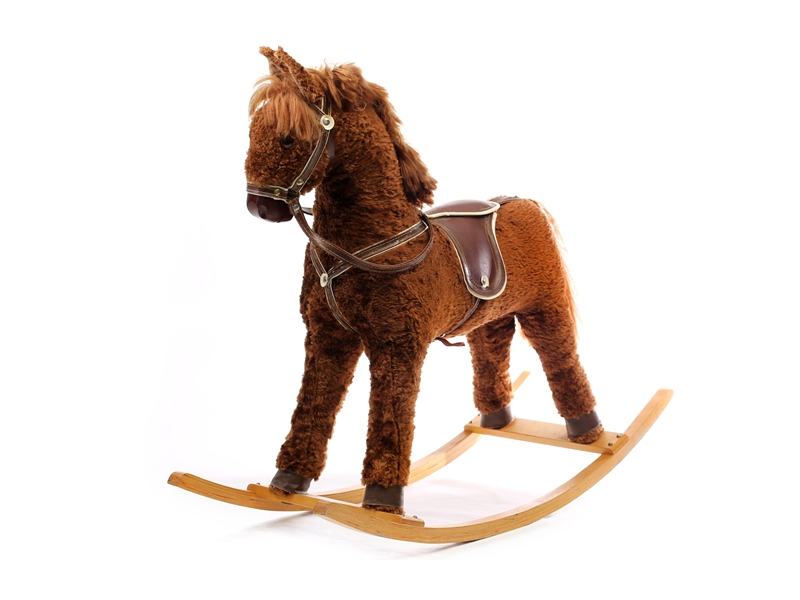
印第安納波利斯兒童博物館收藏的摇马

摇马是一种儿童玩具，它的外形像马，而且它的底部有點像搖椅的底部。 19世纪末起，摇马開始工业化生产。 有些搖馬小孩可以坐上去。